# بيترس ألين
بيترس ألين (بالإنجليزية: Beatrice Allen)‏ هي موظفة ‏ غامبية، ولدت في 8 أغسطس 1950.

## وصلات خارجية
- بيترس ألين على موقع اللجنة الأولمبية الدولية (الإنجليزية)
- بيترس ألين على موقع أوليمبيديا (الإنجليزية)